# Nowa Ciświca
Nowa Ciświca (prononciation : [ˈnɔva t͡ɕiɕˈfit͡sa]) est un village polonais de la gmina de Grodziec dans le powiat de Konin de la voïvodie de Grande-Pologne dans le centre-ouest de la Pologne.
Il se situe à environ 5 kilomètres au sud-ouest de Grodziec (siège de la gmina), à 30 kilomètres au sud-ouest de Konin (siège du powiat) et à 85 kilomètres au sud-est de Poznań (capitale régionale).
Le village possédait une population de 40 habitants en 2006.

## Histoire
De 1975 à 1998, le village faisait partie du territoire de la voïvodie de Konin.

Depuis 1999, Nowa Ciświca est situé dans la voïvodie de Grande-Pologne.